# Моду Сугу
Моду Сугу (фр. Modou Sougou, нар. 18 грудня 1984) — сенегальський футболіст, нападник клубу «Шеффілд Венсдей».
Виступав, зокрема, за клуби «Уніан Лейрія» та «Евіан», а також національну збірну Сенегалу.

## Клубна кар'єра
У дорослому футболі дебютував 2002 року у складі команди «Дуан» (Дакар), де провів два сезони. 
Згодом з 2004 по 2006 рік грав у складі команд клубів «Уніан Лейрія» та «Віторія» (Сетубал).
Своєю грою за останню команду знову привернув увагу представників тренерського штабу клубу «Уніан Лейрія», до складу якого повернувся 2006 року. Цього разу відіграв за клуб Лейрії наступні два сезони своєї ігрової кар'єри.
У 2008 році уклав контракт з клубом «Академіка», у складі якого провів наступні три роки своєї кар'єри гравця. Більшість часу, проведеного у складі «Академіки» (Коїмбра), був основним гравцем атакувальної ланки команди.
З 2011 року два сезони захищав кольори румунського «ЧФР Клуж». Граючи у складі «Клужа» також здебільшого виходив на поле в основному складі команди.
2013 року приєднався до «Олімпіка» (Марсель), проте того ж року був відданий в оренду до іншого французького клубу, «Евіана». 
До складу клубу «Шеффілд Венсдей» приєднався 2015 року. Відтоді встиг відіграти за команду з Шеффілда 2 матчі в національному чемпіонаті.

## Виступи за збірну
У 2007 році дебютував в офіційних матчах у складі національної збірної Сенегалу. Наразі провів у формі головної команди країни 12 матчів, забивши 1 гол.
У складі збірної був учасником Кубка африканських націй 2008 року у Гані.

## Титули і досягнення
- Чемпіон Румунії (1):

ЧФР Клуж:  2011-12